# Viola Beach
Viola Beach – brytyjski zespół muzyczny założony w Warrington w 2013 roku, grający muzykę indie pop. W ostatecznym składzie grupy znajdowali się: Chris Leonard (gitara, śpiew), River Reeves (gitara), Tomas Lowe (gitara basowa) i Jack Dakin (perkusja). Członkowie zespołu, wraz z menadżerem Craigiem Tarrym, zginęli w wypadku samochodowym w Södertälje, 13 lutego 2016.

## Kariera
Viola Beach powstał w Warrington, w hrabstwie Cheshire, w połowie 2013 roku. Członkami pierwszego składu byli: Kris Leonard (gitara, wokal), Frankie Coulson (gitara), Johnny Gibson (gitara basowa) i Jack Dakin (perkusja). W maju 2015 do Leonarda i Dakina dołączyli River Reeves i Tomas Lowe. We wrześniu 2013 roku, piosenka Daisies znalazła się na kompilacyjnym albumie The Indie Cassette Players.
Zespół został wypromowany przez BBC Introducing, gdzie opisano ich piosenki jako „zaraźliwe hymny” z „nutą slacker pop” (oryg. „infectious anthems”; „hints of slacker pop”) – grupa wystąpiła na BBC Introducing Stage w ramach Festiwalu Reading and Leeds 2015. W listopadzie 2015 grupa nagrała sesję na żywo. 22 stycznia 2016 roku wydali swój drugi singiel, Boys That Sing/Like a Fool, w wytwórni Communion 22 stycznia 2016.

## Inspiracje
Kiedy Kris Leonard został zapytany o swoje muzyczne inspiracje, powiedział, że na pewno nie jest świadomie pod niczyim wpływem. Wspomniał jednak, że zespoły: The Coral, The Zutons, The Beatles i Hooton Tennis Club są jednymi z jego ulubionych formacji z Liverpoolu. Stwierdził także, że debiutancki album studyjny Inside In/Inside Out zespołu The Kooks odegrał dużą rolę w jego decyzji o karierze muzyka. BBC Introducing poleciło zespół fanom Coasts i The Kooks, podczas gdy pozostali krytycy porównywali ich do brit popu z lat 90.
W wywiadzie dla czasopisma „Wonderland”, Leonard powiedział, że wiele tekstów piosenek było zainspirowanych przez ich „bardzo szare i industrialne” miasto rodzinne, gdzie „nie ma nic do roboty oprócz picia cydru, palenia skrętów i uganiania się za dziewczynami”.

## Wypadek

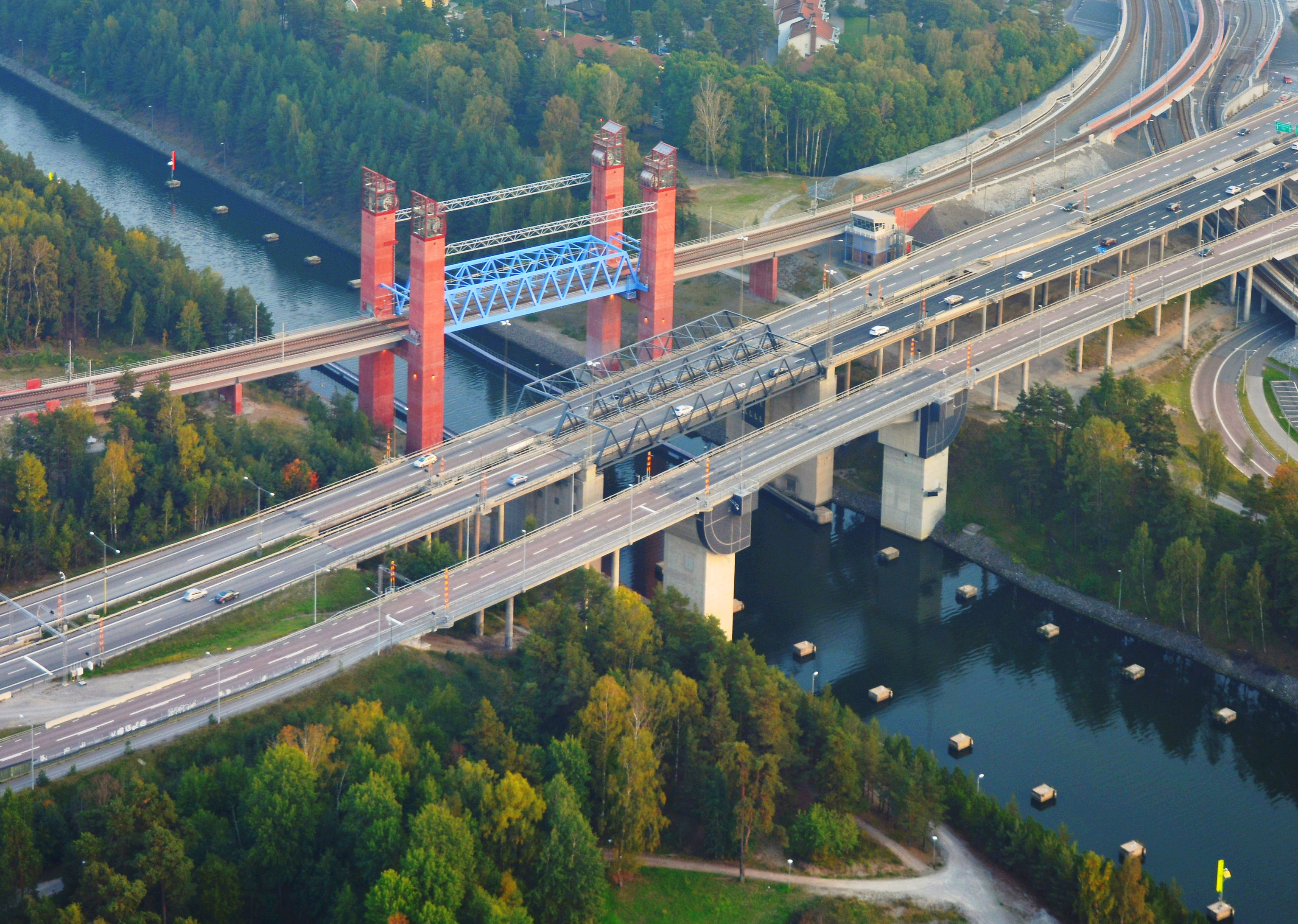
Mosty przez kanał Södertälje. Wypadek miał miejsce na moście zwodzonym E4

13 lutego 2016 czworo członków zespołu oraz ich menadżer, Craig Tarry, zginęli w wypadku na moście zwodzonym E4 nad kanałem Södertälje w południowo-wschodniej części Sztokholmu. Świadkowie widzieli, jak pojazd wypada przez most, który otwarto, żeby przepuścić statek. Zespół był w Szwecji, ponieważ poprzedniego dnia zagrał na festiwalu Where’s the Music? w Norrköping.
Później ujawniono, że tankowiec M/T „Теllus” przepłynął nad wrakiem samochodu zespołu. Szwedzka telewizja SVT poinformowała, że kapitan statku zobaczył unoszącego się na wodzie czarnego Nissana Quashqai, ale pomyślał, że była to potężna masa śniegu. Wstępne wyniki wskazały, że we krwi kierowcy nie stwierdzono obecności narkotyków i alkoholu.

### Reakcja
14 lutego (w dzień, w którym ogłoszono wiadomość), podczas meczu Premier League pomiędzy Manchester City i Tottenham Hotspur publiczność oddała zespołowi hołd (Craig Tarry był kibicem Manchesteru City). Hołd złożono również w klubie The Lounge, gdzie zaczynali swoją karierę, a w Warrington Town Hall na znak żałoby na tydzień opuszczono flagę do połowy masztu.
Fani zainicjowali kampanię na portalach społecznościowych, której celem było dotarcie singla Swings & Waterslides na szczyt listy UK Singles Chart. Kampanię poparli: były wokalista zespołu Oasis, Liam Gallagher i zespół rockowy Kasabian. 16 lutego singiel dotarł na 3. miejsce na liście iTunes, a 19 lutego na 11 miejsce brytyjskiej listy Official Singles Chart Top 100. Wszystkie środki uzyskane ze sprzedaży singla Swings and Waterslides postanowiono przekazać rodzinom członków grupy i ich menadżera.

## Dyskografia

### Single
| Rok  | Nazwa                      | Pozycje                        | Pozycje                                   |
| Rok  | Nazwa                      | Wielka Brytania                | Wielka Brytania                           |
| Rok  | Nazwa                      | Official Singles Chart Top 100 | Official Independent Singles Chart Top 50 |
| ---- | -------------------------- | ------------------------------ | ----------------------------------------- |
| 2015 | Swing & Waterslides        | 11                             | 1                                         |
| 2016 | Boys That Sing/Like a Fool | 80                             | –                                         |